# Neutralità della Svezia
La neutralità della Svezia era un principio tradizionale della politica estera svedese, pur non essendo sancito in alcuna norma giuridica. Con l'adesione del Paese alla NATO nel 2024, tale principio è considerato abbandonato.

## Storia
La Svezia scelse, già a partire dalle guerre napoleoniche, di non appoggiare alcuna fazione negli scontri che comparvero nel vecchio continente.
Nei due conflitti mondiali, il Paese decise di mantenere questa posizione politica, anche se un numero non esiguo di storici hanno contestato l'effettiva neutralità del Paese scandinavo durante la seconda guerra mondiale a causa dell'assistenza fornita alla Germania in ambito militare, permettendo il transito di truppe tedesche nel proprio territorio, nonché per la fornitura di macchinari e materie prime al Paese guidato da Hitler.
La Svezia, pur non abdicando alla sua politica di neutralità, ha collaborato con la NATO, eseguendo delle esercitazioni con la stessa, ed è membro del Nordefco. Inoltre, ogni tre anni, guida il gruppo nordico dei gruppi tattici dell'UE.
Il 18 maggio 2022 la Svezia, assieme alla Finlandia, ha depositato formale domanda di adesione alla NATO. La decisione è stata motivata, dal primo ministro Magdalena Andersson, come mezzo per garantire al Paese maggiore sicurezza, alla luce degli avvenimenti che hanno portato all'invasione russa dell'Ucraina.
Il 7 marzo 2024 la Svezia è divenuta il 32º Stato membro della NATO.